# Zeneggen
Zeneggen est une commune suisse du canton du Valais, située dans le district de Viège.

## Population et société

### Surnom
Les habitants de la commune sont surnommés d'Schliffini, soit ceux qui marchandent en dialecte alémanique valaisan.

### Démographie
La commune compte 324 habitants au 31 décembre 2023 pour une densité de population de 43 hab/km2. Sur la période 2010-2023, sa population a augmenté de 17,4 % (canton : 17,0 % ; Suisse : 9,4 %).  

## Politique et administration
La commune est dirigée par un conseil (Gemeinderat) de cinq membres, élus pour un mandat de quatre ans. Le président est élu parmi eux. Les dernières élections ont eu lieu les 13 octobre et 10 novembre 2024.